# Сугак Сергій Савелійович
Сергій Савелійович Сугак (рос. Сергей Савельевич Сугак; 6 жовтня 1909 — 21 червня 2001) — радянський військовий льотчик часів Другої світової війни, Герой Радянського Союзу (1944).

## Життєпис
Народився у селі Рудня-Воробйовка, нині Гордієвського району Брянської області Російської Федерації. Працював у сільському господарстві, згодом переїхав на Донбас, де працював на шахті. У 1933 році закінчив Ржевський педагогічний технікум, вчителював у м. Себеж Псковської області.
У лавах РСЧА з серпня 1934 року. У 1937 році закінчив Енгельську військову авіаційну школу льотчиків. Член ВКП(б) з 1938 року. Учасник радянсько-фінської війни 1939—1940 років.
Німецько-радянську війну зустрів на посаді командира корабля ТБ-3 7-го важкого бомбардувального авіаційного полку.
З червня 1942 року — командир корабля Пе-8 746-го авіаційного полку далекої дії 45-ї авіаційної дивізії далекої дії. До 28 лютого 1944 року командир корабля 25-го гвардійського авіаційного полку далекої дії гвардії майор С. С. Сугак здійснив 171 вдалий нічний бойовий виліт, у тому числі на далекі цілі: Бухарест, Данциг, Варшава, Гельсінкі.
Після закінчення Другої світової війни продовжив військову службу в частинах ВПС СРСР. У 1948 році закінчив Вищу офіцерську льотно-тактичну школу далекої авіації. У 1950—1956 роках — командир 362-го авіаційного полку далекої дії (згодом переформований у 362-й бомбардувальний авіаційний полк).
У листопаді 1962 року полковник авіації С. С. Сугак вийшов у запас. Мешкав у м. Жуковський Московської області, працював інженером на фабриці паперових виробів. Похований на кладовищі «Островці» в однойменному селі Раменського району Московської області.

## Нагороди
Указом Президії Верховної Ради СРСР від 13 березня 1944 року гвардії майору Сугаку Сергію Савелійовичу присвоєне звання Героя Радянського Союзу.
Також нагороджений двома орденами Леніна (13.03.1944; 22.02.1955), двома орденами Червоного Прапора (16.04.1942; 26.10.1955), орденами Вітчизняної війни 1-го (11.03.1985) та 2-го (31.12.1942) ступенів, двома орденами Червоної Зірки (20.06.1942; 15.11.1950), двома медалями «За бойові заслуги» (07.04.1940; 03.11.1944), іншими медалями.